# Даунтемпо
Даунтемпо (енгл. Downtempo) или Даунбит (енгл. Downbeat) је опуштени жанр електронске музике. Често се представља као чил аут музика, али сем чил аут музике у себи има елементе других жанрова (даба, трип хопа, лаунџа, фанка, џеза...). Даунтемпо је надређени појам овима и повезује те жанрове.
Даунтемпо се родио у Бечу и доживео је свој врхунац популарности 90-их година 20. века. Познатији извођачи су Kruder & Dorfmeister, Kid Loco, Thievery Corporation, Boozoo Bajou, Beanfield, A Forest Mighty Black, Afterlife, Dzihan & Kamien, Fila Brazillia, Funki Porcini, Amon Tobin, Zero 7, и Bluetech. 